# Hubbell Home
Pour les articles homonymes, voir Hubbell.
La Hubbell Home est une maison située à Ganado, dans le comté d'Apache, en Arizona. Ancienne résidence de Don Lorenzo Hubbell, elle est protégée au sein de l'Hubbell Trading Post National Historic Site. Elle abrite une grande collection de portraits de Nord-Amérindiens réalisés par Elbridge Ayer Burbank, qui séjourna dans la maison.